# Otto Kippes
Otto Kippes (Bamberga, 23 luglio 1905 – Würzburg, 2 febbraio 1994) è stato un astronomo amatoriale tedesco, di professione religioso.

## Biografia
Otto Kippes ha frequentato l'Humanistische Gymnasium der Augustiner a Münnerstadt. Dopo avere conseguito la maturità nel 1924 studiò teologia cattolica presso l'Università di Würzburg, prima di entrare nel 1926 nel seminario locale. Fu ordinato sacerdote a Würzburg il 17 marzo 1929, dopo aver conseguito la laurea in teologia.

## Gli studi astronomici
A partire dagli anni quaranta Kippes cominciò a interessarsi alla matematica e all'astronomia. Nel 1940, in collaborazione con l'Astronomisches Rechen-Institut (ARI) di Heidelberg calcolò le orbite dei pianeti minori. Da allora dedicò la maggior parte dei suoi studi al calcolo delle orbite degli asteroidi e all'individuazione di nuovi asteroidi.
Nel 1959, l'Accademia delle scienze di Berlino lo insignì della Medaglia Leibniz per il suo contributo alla individuazione di pianeti minori ma, a causa della situazione politica, non poté attraversare la Repubblica Democratica Tedesca per ricevere il premio di persona.
Nel 1991 la Società astronomica del Pacifico gli assegnò il "Premio per il miglior risultato amatoriale" per i suoi successi come astronomo dilettante. L'asteroide 1780 Kippes è stato chiamato così in suo onore.